# Lakinsk
Lakinsk (rusky Лакинск) je město ve Vladimirské oblasti v Ruské federaci. Při sčítání lidu v roce 2010 měl přes patnáct tisíc obyvatel.

## Poloha a doprava
Lakinsk leží na levém, severním břehu Kljazmy, levého přítoku Oky v povodí Volhy. Naproti na pravém, jižném břehu Kljazmy naproti Lakinsku leží město Sobinka, do jejíhož rajónu Lakinsk patří.
Ve městě je nádraží na trase z Moskvy do Nižního Novgorodu a vede tudy také dálnice M7 z Moskvy přes Nižnij Novgorod a Kazaň do Ufy, po které je vedena Evropská silnice E22.

## Dějiny
Od konce 15. století je zde zmiňována vesnice Undol. Od 18. století byla součástí panství Suvorovových a krátce zde žil i slavný vojevůdce Alexandr Vasiljevič Suvorov. 
V roce 1869 zde byla vybudována tkalcovna. Ta byla po Říjnové revoluci v roce 1917 pojmenována po zde zabitém bolševickém stranickém funkcionáři Michailu Lakinovi a přilehlé dělnické osadě se začalo říkat Lakinskij.
V roce 1927 byl Lakinskij povýšen na sídlo městského typu a v roce 1969 se stal pod jménem Lakinsk městem.